# Marc Storace
Marc Storace (Sliema, 7 ottobre 1951) è un cantante maltese.
È noto principalmente per la militanza nel gruppo heavy metal svizzero Krokus.
Ha uno stile vocale molto simile a quello del cantante degli AC/DC Bon Scott, al quale viene spesso paragonato.

## Biografia

### Gli esordi
Marc Storace nacque a Sliema, Malta, nel 1951 da Anthony Storace e Edna Crockford. Cominciò ad interessarsi alla musica verso i 14 anni, quando si esibì per la prima volta con una band locale, gli "Stonehenge Union" (che suonavano pezzi dei Beatles, Rolling Stones e The Kinks) e "The Boys", anch'essi su quello stile. Nei tardi anni sessanta, The Boys (ancora con Marc alla voce) cambiarono nome in Cinnamon Hades, e si orientarono su un genere più hard rock come Led Zeppelin, Jimi Hendrix e The Who.
Molta gente che sentì Marc già all'epoca affermò che la sua voce era molto simile a quella di Bon Scott degli AC/DC. Ma lui rifiutò sempre questi paragoni, volendo ribadire la propria identità.
Nel 1970, all'età di 19 anni, si spostò a Londra per cercare degli sbocchi verso la carriera musicale, ma nel 1971 entrò a far parte di una band prog rock svizzera chiamata Tea. Assieme realizzarono tre album in studio e parteciparono a diversi tour, principalmente in Svizzera, ma anche nel Regno Unito e in altri paesi europei. Nel 1976, Marc tornò a Londra e formò un'altra band, gli Eazy Money, appartenenti all'ondata NWOBHM, ma non durarono molto tempo. Con loro incise una demo, e un brano di questa venne poi inserito della storica raccolta dedicata alla NWOBHM: Metal for Muthas. La traccia del gruppo, Telephone Man si trova nel Volume II.

### I Krokus e il successo
Qualche anno dopo, nel 1979, Marc venne invitato a far parte di un'altra band svizzera, i Krokus. Da quel momento le cose iniziarono veramente a cambiare. La band, grazie anche al contributo del nuovo entrato, vendette milioni di copie durante il periodo di maggior successo, nella prima metà degli anni ottanta, e vennero riconosciuti come la più grande rock band svizzera di sempre.
Album come Metal Rendez-vous (1980), One Vice at a Time (1982), Headhunter (1983) sono considerati classici dell'heavy metal. Sfortunatamente il periodo di grande successo dei primi anni '80 cominciò a calare a causa del cambio di sonorità e dai frequenti cambi di formazione, e dopo una serie di album di successo, Storace decise di abbandonare la band verso la fine del 1988, poco dopo l'uscita di Heart Attack (1988).
Mentre i Krokus lo sostituirono con Peter Tanner, pubblicando Stampede nel 1990, Marc intraprese alcuni progetti con artisti come China, Glenn Hughes e Amen, e anche un album solista, The Blue Album (1991), ma senza ottenere molto successo. Decise così di riunirsi ai Krokus nel 1994 pubblicando To Rock or Not to Be (1995), un album che risolleverà in parte le sorti della formazione, ormai in crisi da diversi anni. Si rivelerà infatti come il miglior disco del gruppo negli anni novanta.
Marc decise però di allontanarsi nuovamente dal combo, e venne sostituito da Carl Sentance, con il quale i Krokus pubblicarono Round 13 (1999).
Nel 2002 fondò i Biss assieme al virtuoso chitarrista Ralph Heyne, con Carsten Witte alla batteria e Lars Bilke al basso pubblicando l'album omonimo.
Tornò nei Krokus nel 2003 per realizzare Rock the Block, album che guadagnò direttamente il primo posto nelle classifiche svizzere, e che riscosse successo anche nel resto del mondo. Nello stesso anno pubblicò con i Biss l'album Jocker In The Deck.
Dopo aver riconquistato una notevole popolarità, i Krokus di Storace pubblicarono il live Fire and Gasoline: Live! (2004), registrato ai vari concerti del "Rock the Block Tour".
Nel 2005, con i Biss, pubblicò Face-Off e l'anno successivo X-Tension.
Il 15 settembre 2006 uscì Hellraiser per la AFM Records, album che celebrava i 30 anni di carriera dal debutto dei Krokus.

## Discografia

### Blue (Storace/Vergeat)
- 1991 - Blue

### Con i Biss
- 2002 - Biss
- 2003 - Jocker in the Deck
- 2005 - Face-Off
- 2006 - X-Tension

### Con i Tea
- 1972 - Sprouts
- 1974 - The Ship
- 1976 - Tax Exile

### Con gli Amen
- 1994 - Amen
- 1996 - Aguilar

### Marc Storace & China
- 2000 - Alive

### DC World
- 2000 - A Tribute to Bon Scott & AC/DC

### Storace & Halsinger
- 2000 - One World

### Con i Warrior
- 2004 - The Wars of Gods & Men